# 林芝地区
林芝地区（藏語：ཉིང་ཁྲི་ས་ཁུལ།，威利转写：nying khri sa khul，藏语拼音：Nyingchi Sakü）是西藏自治区的旧地区名。为1970年至2015年间，中华人民共和国设置的一个地级行政单位。南部地区与印度争议地区属于藏南地区的一部分。2015年3月，中华人民共和国国务院批复同意撤销林芝地区并设立地级林芝市。
林芝被誉为“西藏江南”，其以绝美的自然风光享誉国内外，这里不仅有梦幻般的十里桃林，还有蜿蜒曲折的尼洋河，茂密的鲁朗林海等景点。